# Matavíus
Es diu  matavíus  una peça de secció triangular, habitualment fabricada en fusta, col·locada dins un encofrat per tal d'aixamfranar la peça resultant. D'aquesta manera les cantonades de la peça (normalment, de formigó) desapareixen, dificultant l'aparició d'esquerdes en aquestes zones i el dany a les persones per contacte violent (cops, rasponazos). També s'utilitzen per a crear juntes de dilatació-contracció i per crear trencaaigües en peces de formigó.